# Leptosiphon melingii
Leptosiphon melingii là một loài thực vật có hoa trong họ Polemoniaceae. Loài này được (Wiggins) J.M. Porter & L.A. Johnson mô tả khoa học đầu tiên năm 2000.